# Gorna Kabda, Tărgoviște
Gorna Kabda (în bulgară Горна Кабда) este un sat în comuna Tărgoviște, regiunea Tărgoviște,  Bulgaria. 

## Demografie
Componența etnică a satului Gorna Kabda
     Turci (73,91%)
     Bulgari (26,08%)
     Nicio identificare (0%)
     Altele (0%)
La recensământul din 2011, populația satului Gorna Kabda era de 23 locuitori. Din punct de vedere etnic, majoritatea locuitorilor (73,91%) erau turci, cu o minoritate de bulgari (26,08%). Pentru 0,0% din locuitori nu este cunoscută apartenența etnică.